# Juan de Juni
Juan de Juni (Joigny, Francia, 1506-Valladolid, 10 de abril de 1577) fue un escultor franco-español.
Junto con Alonso Berruguete, Juni formó la gran escuela de la escultura castellana, con una gran y extensa obra realizada mayormente en los más de treinta años que permaneció en Valladolid. Eso le ha valido su presencia destacada en el Museo Nacional de Escultura, especialmente, y en el Museo Diocesano y Catedralicio de Valladolid, entre otros lugares de la ciudad.
Presentó un gran dominio en los materiales escultóricos como el barro cocido, la piedra y la madera y un perfecto conocimiento de la anatomía humana.
Su oficio fue el de escultor, también denominado como «maestro de hacer imágenes» o como entallador que por misión tenía el hacer los elementos decorativos de fachadas, portadas o retablos, así también se dedicó a la construcción y al montaje de la arquitectura de los retablos a quienes se les llamaba ensamblador y como prueba de su oficio de arquitectura se sabe que realizó en el año 1565, en Valladolid, el arco para recibir a la reina Isabel de Valois, conservándose aún el diseño de dicha obra.

## Biografía
Juan de Juni se formó en Francia y en Italia, de donde fue llamado por el obispo Pedro Álvarez de Acosta, que era portugués, para construir el palacio episcopal de Oporto; después viajó a España hacia 1533, donde trabajó en León y participó en la realización de la decoración de la fachada del edificio de San Marcos con los relieves del Descendimiento y en la parte alta el de la Resurrección así como en el claustro, con el altorrelieve del Nacimiento de Cristo realizado en piedra; también intervino en la obra de la sillería del coro. Se sabe que en el año 1537 estaba modelando unas figuras en barro cocido y policromado para la iglesia de San Francisco de Medina de Rioseco. Estas figuritas de barro policromado se trataban de bocetos de sus encargos que presentaba a alguno de sus clientes (el más renombrado y habitual fue Fadrique Enríquez de Velasco, Almirante de Castilla) para que, una vez aprobados, finalmente desarrollara la talla a gran escala en madera policromada.

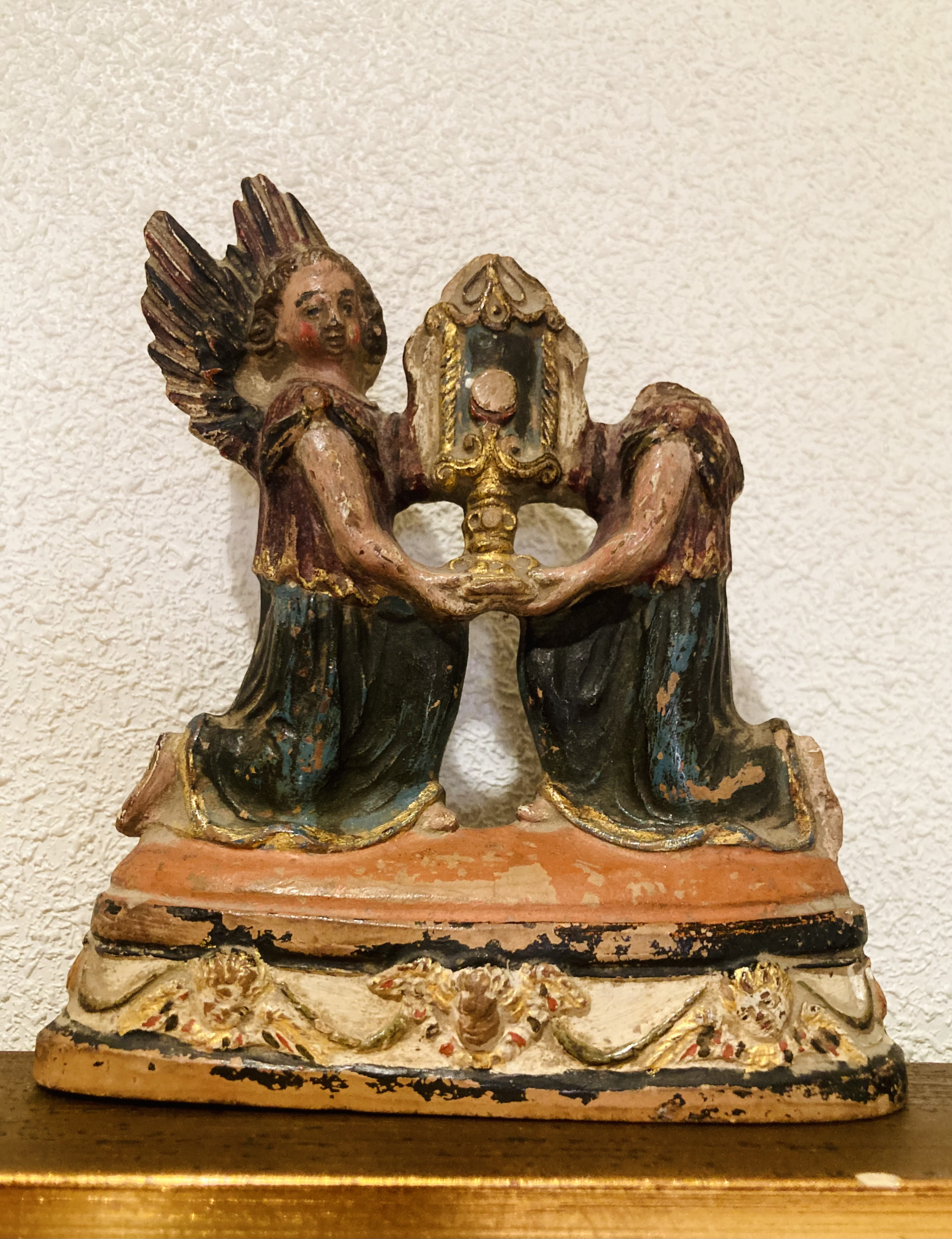
Sagrario en barro, boceto de Juan de Juni

En 1540 recibió por parte del obispo de Mondoñedo fray Antonio de Guevara el importante encargo de ejecutar para su sepulcro del Convento de San Francisco de Valladolid, El Entierro de Cristo. Antes había pasado por Salamanca para ejecutar el sepulcro del arcediano Gutierre de Castro (existente en la Catedral Vieja). Durante su estancia en esta ciudad enfermó e hizo la redacción de su testamento el 26 de octubre de 1540, pero una vez repuesto se trasladó a Valladolid, para trabajar en ese encargo.
En 1545 los canónigos y parroquianos de la iglesia de Santa María de La Antigua le encargaron el retablo mayor que a pesar del largo pleito que sostuvo con el discípulo de Berruguete, Francisco Giralte, finalmente fue realizado y terminado por él. Su fama se fue extendiendo y no le faltaron los encargos ni clientela selecta: la Orden de Santiago para la sillería del coro de San Marcos de León; Pedro Álvarez de Acosta que entre otras obras le encargó el retablo mayor de la catedral de Burgo de Osma; para el obispo de Zamora, Antonio del Águila y Paz, su sepulcro en Ciudad Rodrigo.
A partir de 1577 y por razones de salud fue delegando en su hijo Isaac las funciones del oficio y administración de bienes

Sepan quantos esta carta vieren... cómo yo Juan de Juni, escultor, vecino desta villa de Valladolid, morador, fuera de la puerta del Campo... doy mi poder cumplido a vos Isac de Juny, mi hijo, vecino desta villa, para que por mi... podais pedir e demandar e recibir e cobrar en juicio...

 Dictó su nuevo testamento el 8 de abril de 1577, y cumpliéndose su voluntad recibió sepultura en la iglesia del convento de Santa Catalina de Siena en Valladolid. En el convento hay un libro titulado Inscripciones de las lápidas que se conservan en el pavimento de la iglesia, debajo del entarimado en el cual, entre otros, menciona como enterrados a varios familiares de Juni y a él mismo fallecido entre el 9 y el 17 de abril de 1577.

### Familia
Contrajo matrimonio por primera vez con Catalina de Montoya con quien tuvo una hija, María, a la que declaró heredera en su testamento del año 1540. Ana de Aguirre fue su segunda esposa en 1544, la cual falleció sin descendencia en 1556. Una tercera vez contrajo matrimonio Juni, con María de Mendoza, con la que tuvo el artista varios hijos, y a la que menciona en 1561, como fiadora en la conclusión del retablo de La Antigua. Pero el hijo con quien tuvo más relación y se sabe más de él, es Isaac, hijo natural nacido en León, ya nombrado en el primer testamento, «como hijo natural viviendo en su casa». En su último testamento de 1577 se nombra a Isaac como de treinta y ocho años quien recibió la cuarta parte de los bienes propios del escultor; estos bienes se escogerían entre los que se refirieran al arte de escultura y ensamblaje.

### Italia
Su estancia en Italia se puede comprobar por la influencia en sus obras, por ejemplo, en el estilo de Jacopo della Quercia, en el concepto de relieve de poco grosor, (uno de los logros del siglo XV en la plástica italiana), en los ropajes que dan un ritmo movido a la escultura, y que se ve con claridad en sus primeros trabajos en León. Se da como segura la estancia de Juni en Bolonia, Módena y Florencia, donde a mitad del siglo XV, se realizó mucha escultura en barro cocido policromada con grandes efectos naturalistas como la inclusión de ojos de cristal.

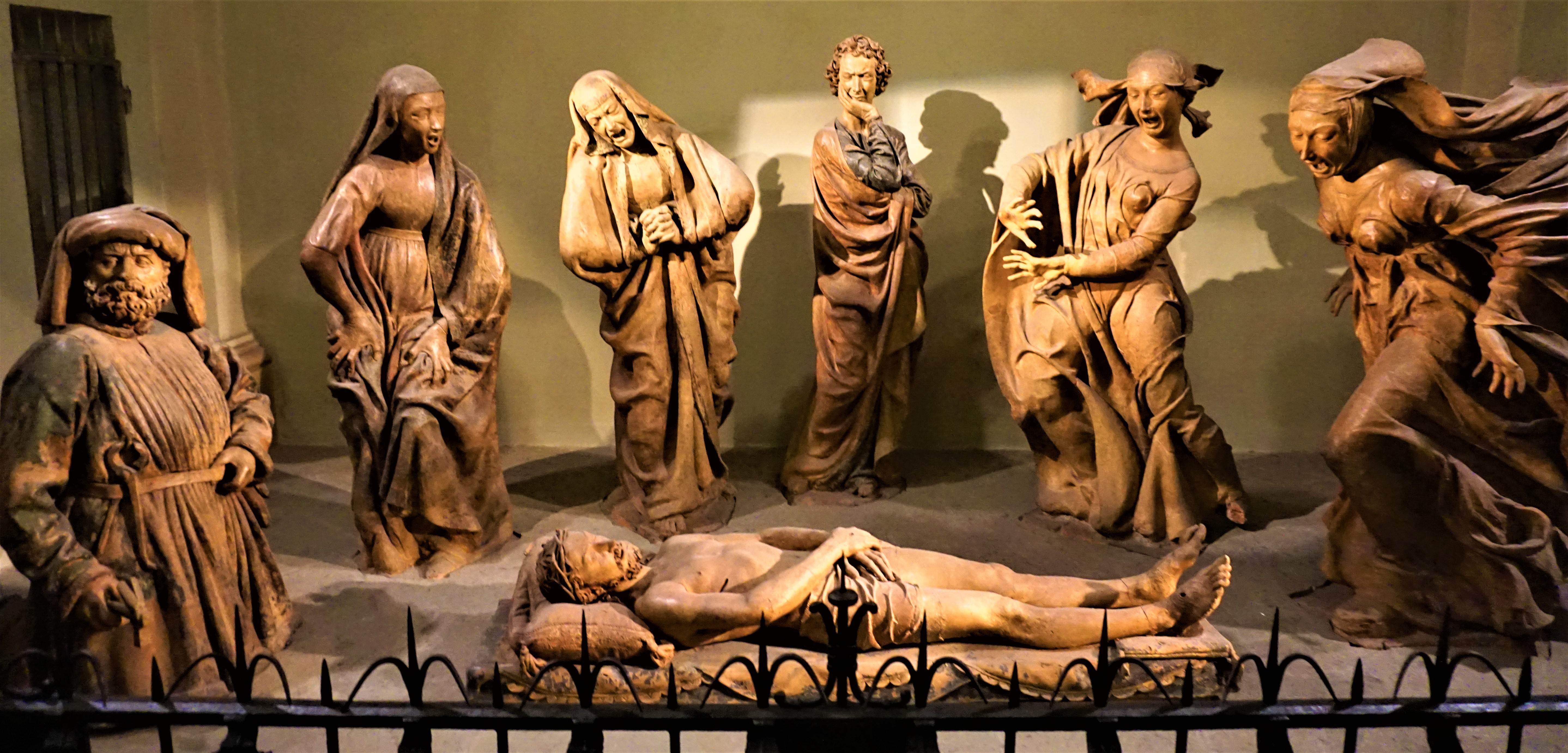
Llanto sobre Cristo muerto de Niccolò dell'Arca
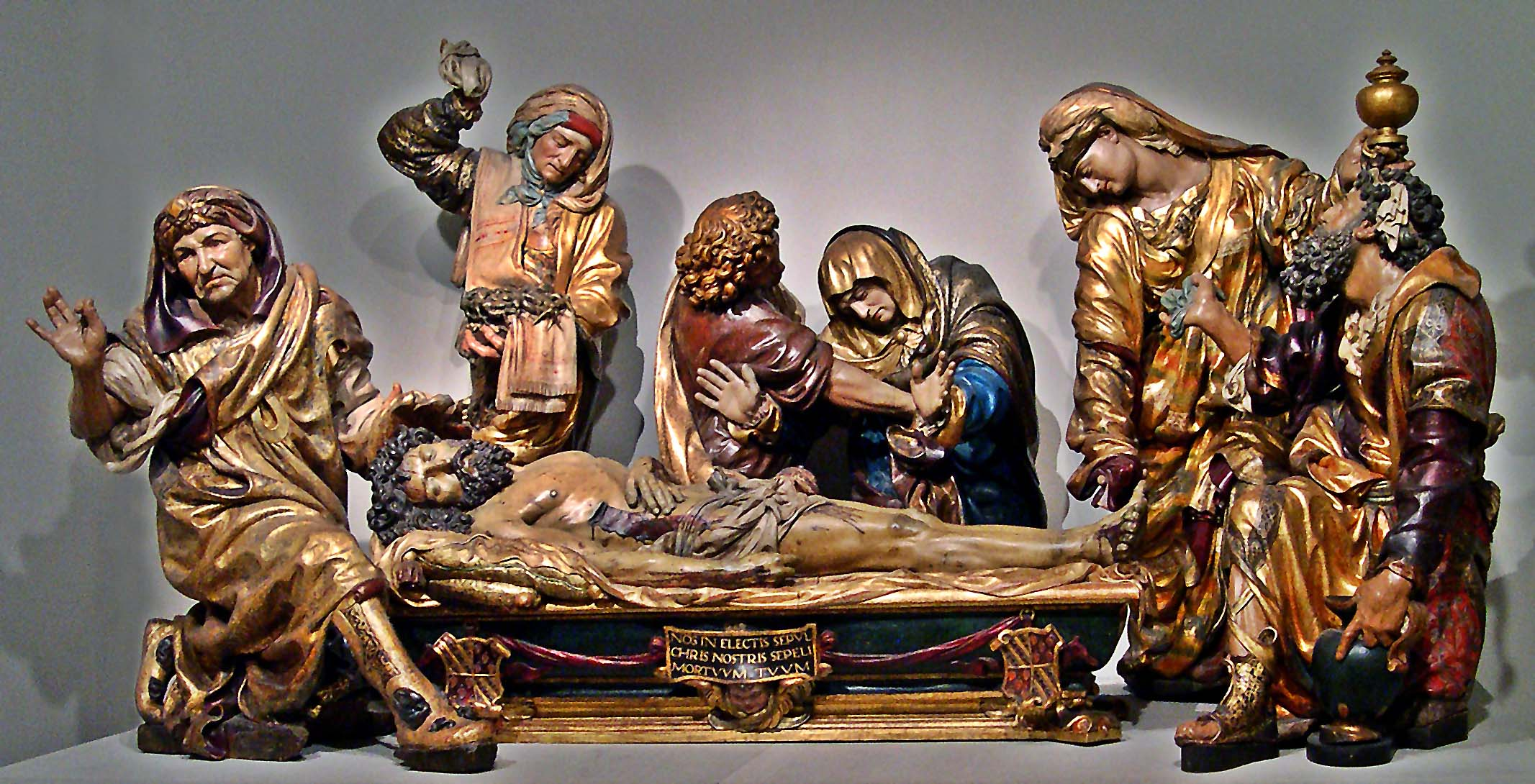
El entierro de Cristo de Juan de Juni. Museo Nacional de Escultura, Valladolid
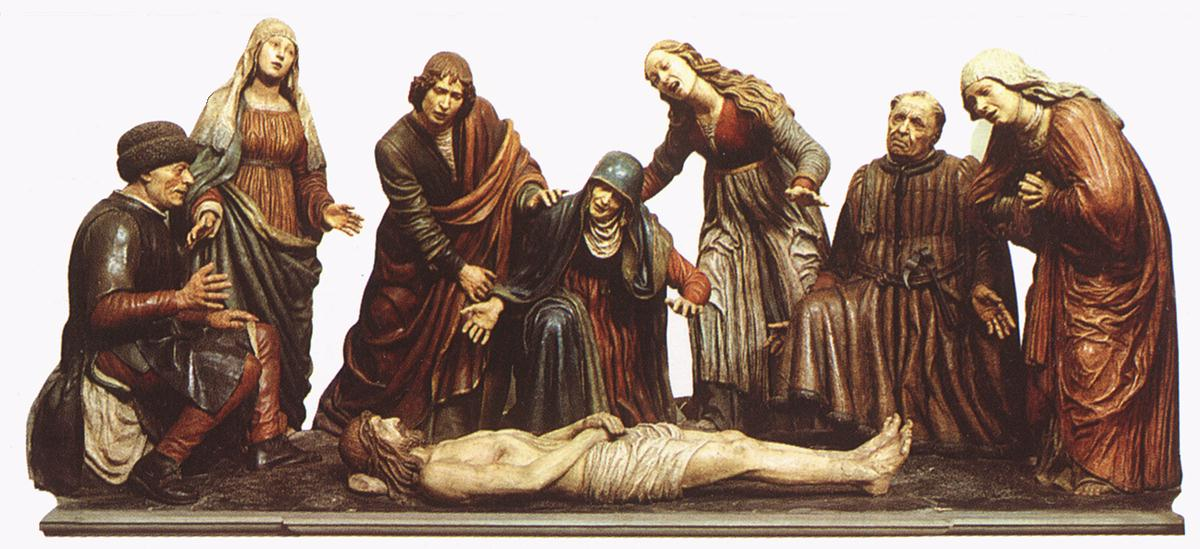
Llanto sobre Cristo muerto de Guido Mazzoni

La obra del Llanto sobre Cristo muerto del año 1463 realizada por Niccolò dell'Arca de la iglesia de Santa María de la Vita de Bolonia, es la obra que se encuentra más cercana al El entierro de Cristo de Juan de Juni; consta también de siete figuras en tamaño natural. El sentido del desgarro por el dramatismo del momento es lo que debió de impresionar a Juni y que más tarde él sintetizó en su obra. Como es muy posible la también influencia de Guido Mazzoni con su Llanto sobre Cristo muerto, de la iglesia de San Juan en Módena, con los mismos personajes y en muy idénticas posiciones.

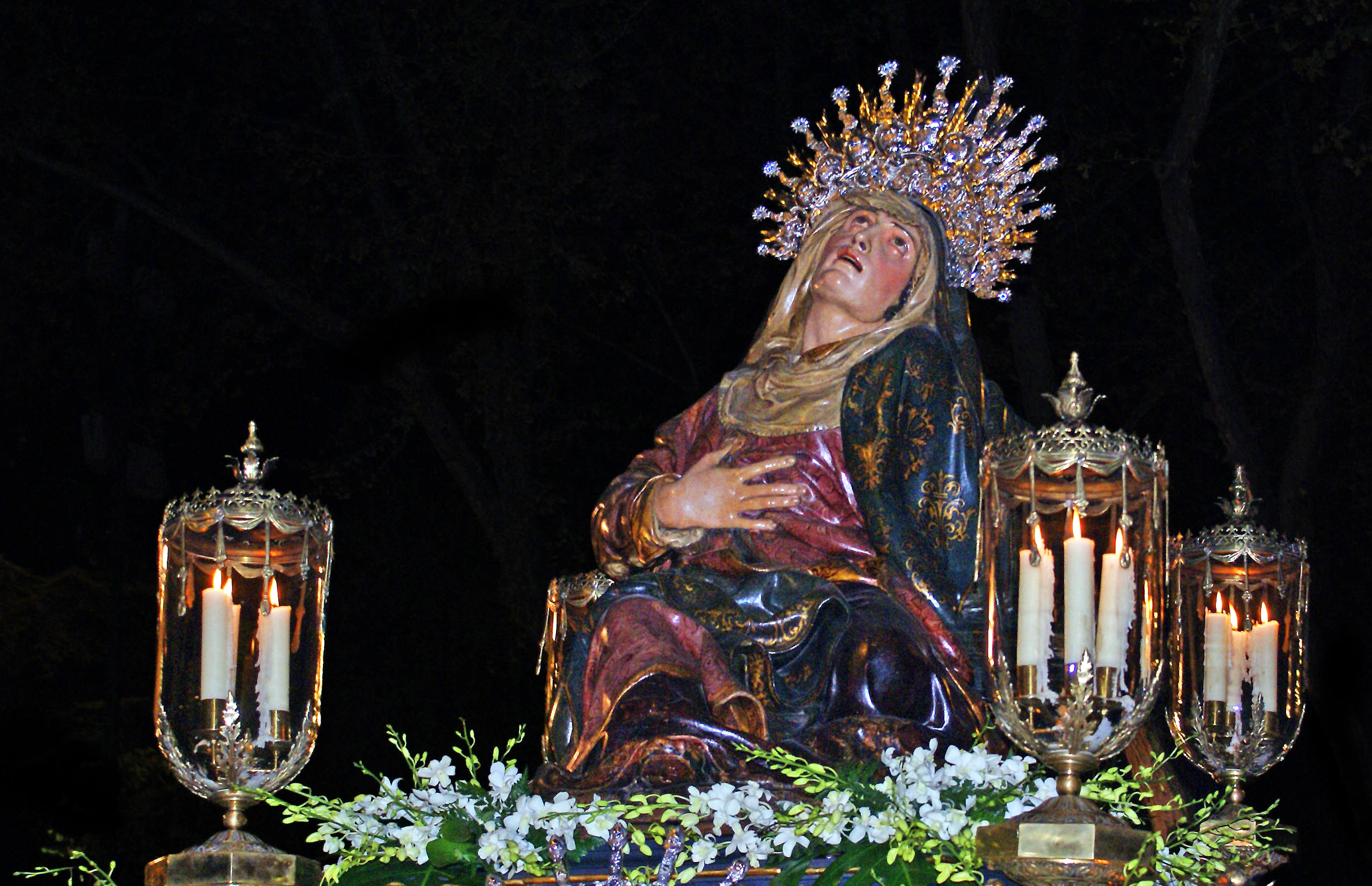
Nuestra Señora de las Angustias en procesión, imagen con cierta semejanza a la escultura italiana de Miguel Ángel

De Miguel Ángel captó la composición, los escorzos, la forma de movimiento de los miembros en las figuras apuntando en varias direcciones. La composición en hélice, muy empleada por Miguel Ángel, se aprecia en la Purísima de la capilla de los Benavente en Medina de Rioseco. Otra semejanza se encuentra entre el rostro de Nuestra Señora de las Angustias, obra ya de madurez del artista, aunque posterior a 1561, con la cabeza de La Aurora del sepulcro de Lorenzo de Médicis, que sigue como la escultura de la Purísima, con el esquema helicoidal, avanzando el hombro izquierdo, mientras la mano izquierda se encuentra como escondida entre los ropajes, la derecha, destaca sobre su pecho, con un claro recuerdo manierista inspirada también en la Virgen de los Médicis de Miguel Ángel; la boca la tiene entreabierta y los ojos dirigen su mirada hacia la cruz donde se encuentra su hijo con una expresión de profundo dolor. De Roma, y por la visión del Laocoonte y sus hijos, la obra de la Antigüedad, más admirada por entonces, trajo la línea "serpentiforme" tan empleada por los manieristas; en la capilla de los Benavente, el cuerpo del demonio se resuelve como una gran serpiente, así como, en el San Juan Bautista del Museo Nacional de Escultura, todo su cuerpo está en un movimiento de torsión, la boca entreabierta y el pecho tenso por la emoción; es donde se puede apreciar más el parecido con el sacerdote Laocoonte.

## España
Su estilo en la imaginería mantuvo el patetismo expresivo del arte borgoñón y sobre todo en la grandilocuencia de los paños de sus esculturas heredado del escultor gótico Claus Sluter, junto a la influencia de Miguel Ángel. Sus figuras son de correcto modelado, opulentas, carnosas, vivamente apasionadas, bien en la expresión de la dulzura, como la Inmaculada de la Capilla de los Benavente en Medina de Rioseco, bien en el acentuado patetismo de sus Dolorosas, tales como la Virgen de los Cuchillos. La intensidad emocional de sus imágenes y el agitado revuelo de sus ropajes han hecho que se le denomine como el padre de la escultura barroca española. Junto con Alonso Berruguete se le considera fundador de la escuela escultórica de Valladolid, que se extiende a lo largo del siglo XVI con estos y otros escultores, del siglo XVII, con Gregorio Fernández a la cabeza, y del siglo XVIII con Luis Salvador Carmona.

### León
Aparece por primera vez nombrado en la ciudad de León, en 1535, época en la que hay una gran actividad arquitectónica con la construcción de San Marcos e importantes obras en la catedral, donde se requiere la profesionalidad de escultores. En esa década se encuentran en la ciudad, varios escultores franceses entre ellos Juni. El historiador Gómez Moreno fue el primero en afirmar la participación de Juni en los medallones de la fachada de San Marcos así como en algunos relieves de este mismo edificio; la mayor parte de los relieves de dichos medallones tienen un mismo estilo con el característico rostro levantado y un poco inclinado, la boca entreabierta y un hombro levantado, lo que hace pensar que si no los realizó todos él, sí estuvieron bajo su dirección. En uno de los dos tabernáculos de la fachada de la iglesia es donde se encuentra el Descendimiento, relieve en piedra en gran formato. Esta obra tiene un gran dinamismo y los cortes son agudos. Otro relieve, el del Nacimiento de Cristo, se halla en el interior del claustro con un estilo lleno de elementos clásicos, y la obra más importante en madera fue la realizada en la sillería también para san Marcos junto con Guillén Doncel, (se atribuye a Juni la sillería alta.) Importante es la escultura de San Mateo, actualmente en el Museo de León, en barro cocido de color rojo, con una composición en hélice, de clara influencia de Miguel Ángel.
En la iglesia de Santa Marina, de León, se encuentra la imagen de la Virgen de las Candelas realizada para la capilla funeraria de Catalina Pimentel y que se hallaba en el convento de Santo Domingo. Consta de las imágenes de la Virgen con el Niño y San Juan Bautista; tiene un claro sabor italiano, relacionándose con pinturas de Rafael como la Virgen del jilguero, la  Virgen de la silla o La bella Jardinera. Esta escultura se muestra con unas formas dulces y sin dramatismo; a pesar de ser para León, la pieza se debió de ejecutar hacia 1549 cuando ya era vecino de Valladolid.
La Cofradía de Ntra. Señora de las Angustias y Soledad posee dos tallas titulares, ambas de Juan de Juni: La Virgen de las Angustias, una preciosa piedad; un yacente popularmente llamado La Urna, al ir dentro de una urna dorada, procesionado en la Procesión del Santo Entierro.

### Medina de Rioseco
En el año 1537 realizó unas imágenes de san Jerónimo y san Sebastián por encargo del almirante de Castilla para su capilla funeraria en el monasterio de San Francisco de Medina de Rioseco, realizadas en barro policromado y de tamaño natural. El grupo de San Jerónimo está compuesto por el propio santo junto con el león y un árbol seco. San Jerónimo se muestra medio cubierto con una túnica y con una anatomía extraordinaria viéndose los distintos planos musculares y el gesto de su rostro vuelto hacia lo alto con el cabello y la barba serpenteando. Remite sin duda al grupo del Laocoonte. Al lado contrario el grupo de San Sebastián; se encuentra el santo en medio de un soldado romano y un judío en una composición completamente simétrica.
Álvaro Alfonso de Benavente, conocido como Álvaro de Benavente, mandó realizar una gran capilla de enterramiento para su familia en la iglesia de Santa María de Mediavilla conocida como Capilla de la Concepción o Capilla de los Benavente, empezando su construcción en 1544 por el arquitecto Juan de Corral, y la decoración en yeso policromado por su hermano Jerónimo de Corral. A la muerte del propietario de la capilla, faltaba el retablo, por lo que se acudió a Juan de Juni, ya vecino de Valladolid, en 1557, fecha en que se firmó el contrato con el escultor. La obra consta de banco y dos cuerpos:
- en la parte central del primer cuerpo están las imágenes de San Joaquín y Santa Ana casi como escultura de bulto redondo
- en los laterales unos relieves con escenas de la vida de estos santos
- en el centro del segundo cuerpo se encuentra la escultura de la Inmaculada en una hornacina, donde su remate se dispone con dos angelotes en actitud de coronar a la Virgen. Esta imagen de la Purísima tiene un ritmo helicoidal que fue muy empleado por Juni y por Miguel Ángel: la mano izquierda apoyada sobre su pecho y la derecha sosteniendo la vara de azucenas.

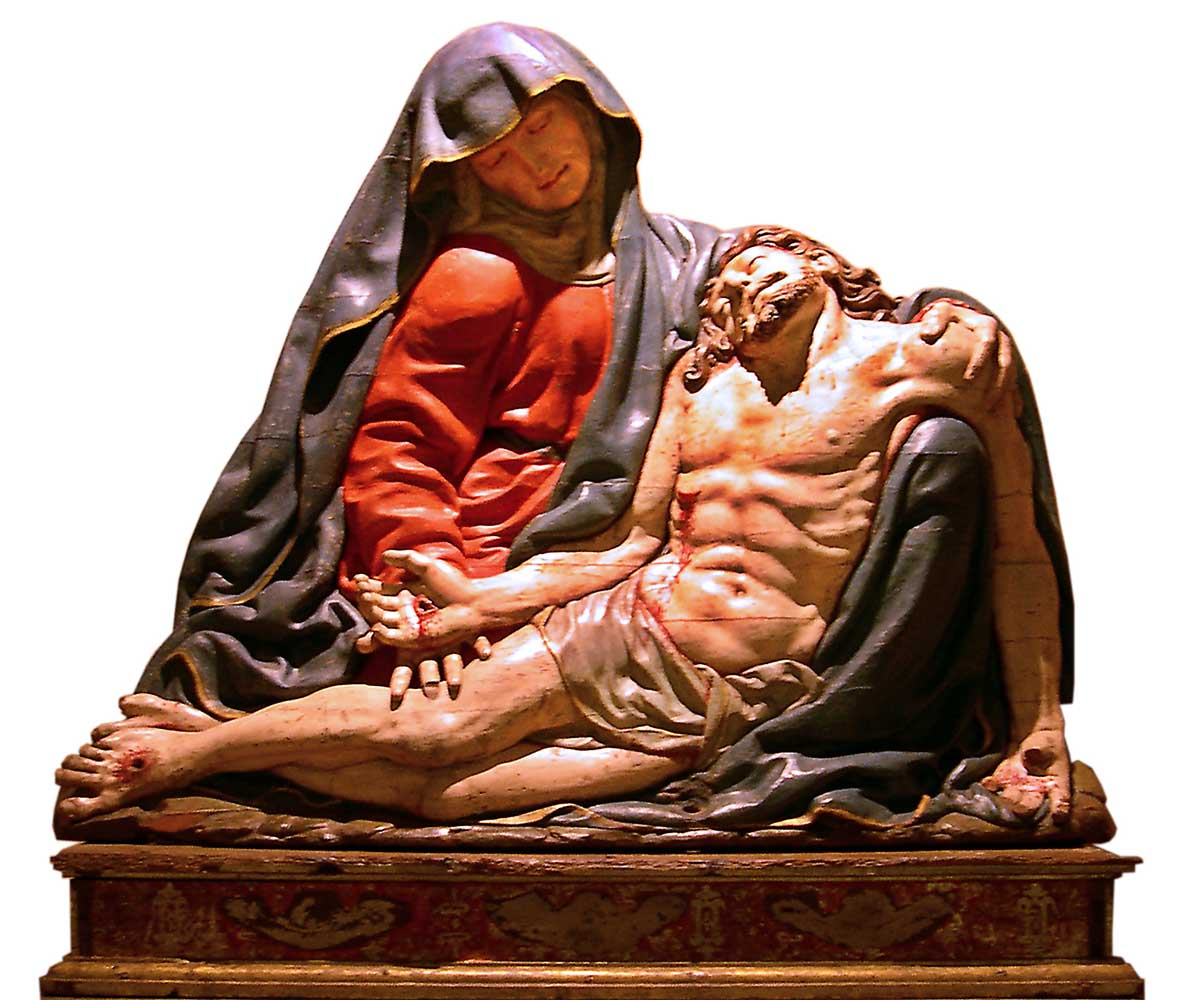
Piedad de Medina del Campo, de Juan de Juni

### Medina del Campo
Una Piedad realizada sobre los años 1575 se encuentra guardada en el Museo de las Ferias de Medina del Campo, procedente de una capilla de la Casa Blanca, de un retablo que se puede ver documentado en el testamento de Juan de Juni. Por ser una obra de la madurez del artista, se nota que a pesar del dramatismo de la escena y la policromía, las formas respiran tranquilidad, gracias a la composición en trapecio irregular, en vez del esquema clásico piramidal. La figura del Cristo se acopla perfectamente a la madre y los pliegues del ropaje se hacen suaves, la mirada de María hacia su hijo es de tristeza más que de dolor, incluso se puede apreciar esa suavidad en el contacto de las manos entre ellos.

### Salamanca

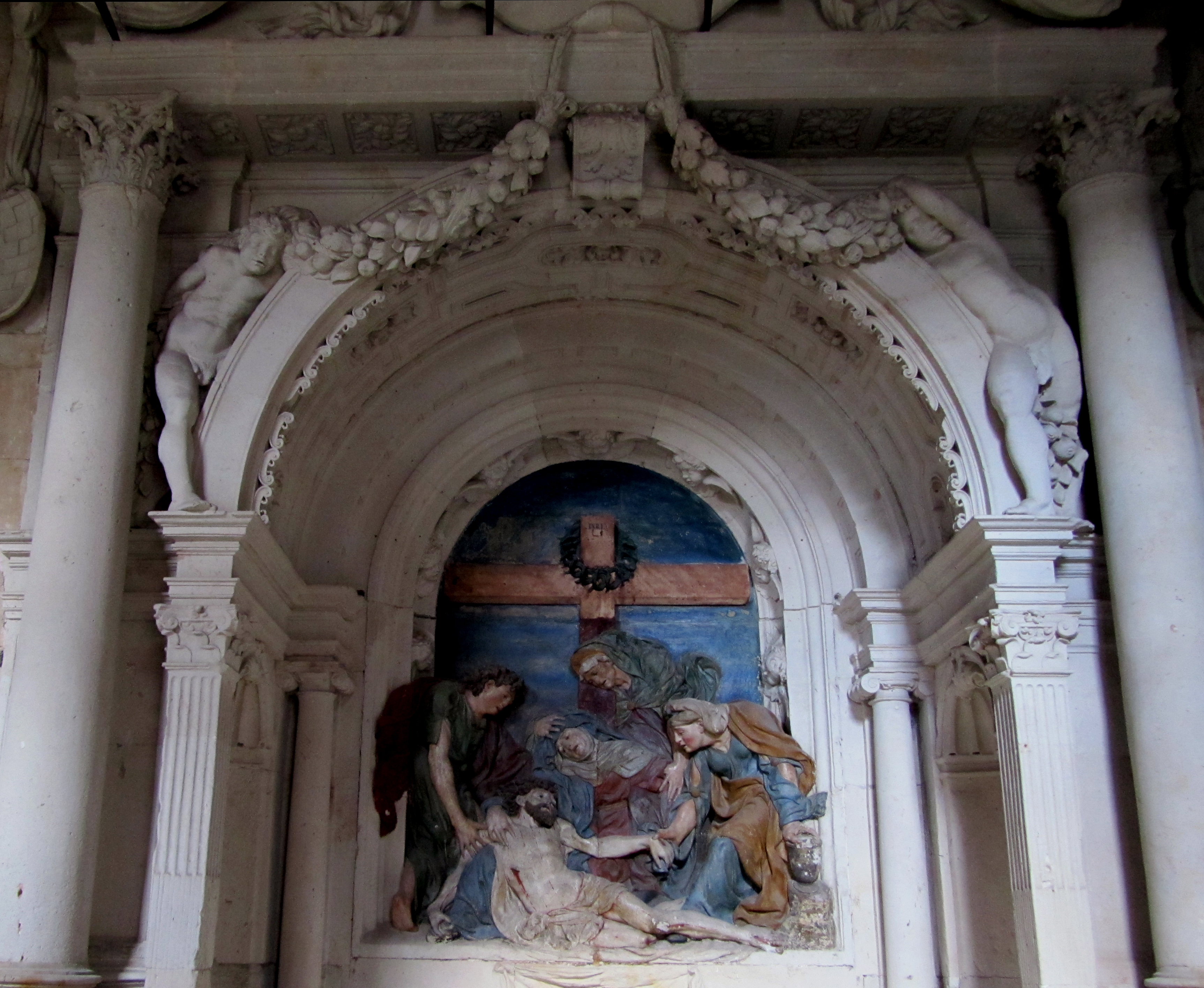
Sepulcro de Gutierre de Castro en la Catedral Vieja de Salamanca

Se trasladó Juni a Salamanca para realizar el sepulcro del arcediano Gutierre de Castro, conservado en el claustro de la Catedral Vieja. Según la descripción de Palomino es:

... un retablo de piedra que está en la iglesia antigua de Salamanca, con un Descendimiento de la cruz, y a un lado Santa Ana dando lección a su Hija Santísima, y al otro San Juan Bautista, y en el frontal de la mesa del altar, el bulto del sepultado en bajorrelieve, sobre dos almohadas, en su féretro, muy bien dispuesto en perspectiva, en que se conoce lo sabía muy bien; y asimismo la arquitectura del retablo con sus buenos adornos, niños, serafines y algunas calaveras.

El sepulcro realizado en piedra arenisca policromada, es de tipo arcosolio enmarcado por dos columnas corintias con un entablamento con calaveras entre paños que cuelgan de cabezas de leones, con los escudos del arcediano. El arcosolio es profundo y formado por arco de medio punto. Hay angelotes sosteniendo guirnaldas que bordean toda la arquivolta. En la parte frontal cubre todo el fondo el relieve de la Piedad o Calvario. Todas las figuras están unidas por medio de sus manos: la Virgen ocupa el lugar central, María Magdalena toma una de las manos de Cristo, el cual tiene la cabeza en escorzo inclinada hacia atrás, formando una línea de composición con la cabeza de su Madre y de María Salomé, que a la vez tiene sujeta a la Virgen. Los pliegues son de una gran ductilidad, con ondulaciones suaves. Las esculturas de Santa Ana y San Juan Bautista que habían estado a los lados de este sepulcro, se encuentran en el trascoro de la Catedral Nueva de Salamanca; en las dos se aprecia con claridad la monumentalidad de la tendencia de Juni.

#### Crucifijos
La iconografía del crucificado es una temática de la que hizo una extensa serie. Normalmente, la que más realizó fue con el Cristo muerto, pero también existen algunos ejemplares en el momento de la expiración.

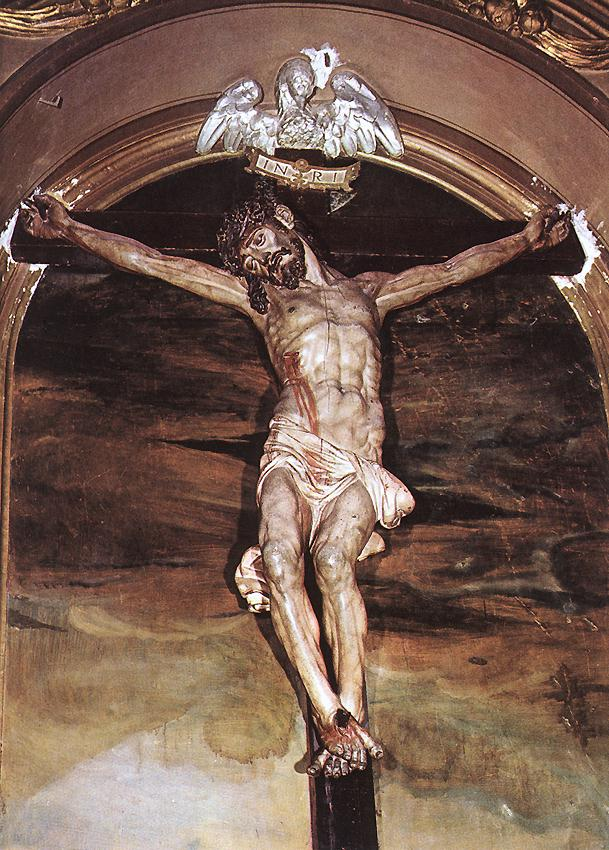
Crucifijo del convento de Santa Catalina de Valladolid realizado por Juan de Juni en su último período, entre los años de 1572-73

- En el monasterio de las Huelgas Reales (Valladolid) se encuentra un crucifijo de la época central de Juni. Tiene una proporción alargada en las piernas en relación con los brazos, con la cabeza caída sobre el pecho y los ojos ligeramente abiertos; se encuentra en el momento de la expiración. Tiene en la cabeza la corona con grandes espinas, el paño de pureza con un gran nudo que en la parte central le pasa entre las piernas y ondea en la parte posterior; los pies están cruzados y con un solo clavo ambos. El tamaño es mayor que el natural; pertenece a un calvario, aunque el resto de las imágenes son de otro escultor datado a finales del siglo XVI.
- Procedente de la iglesia de San Andrés, se encuentra un crucifijo en el Museo Diocesano y Catedralicio de Valladolid, de madera policromada y en bastante mal estado de conservación. Representa a Cristo muerto; el paño de pureza se pega al cuerpo y en la parte trasera tiene abundantes pliegues, el cruzado de los pies es muy semejante al de las Huelgas Reales.
- En la iglesia de Mojados, se conserva un crucifijo de pequeño tamaño, también policromado. El Cristo está muerto y con la cabeza sobre el tórax; presenta gran similitud con el del retablo de La Antigua, por lo que se ha datado del año 1560.
- En Olivares de Duero, en un retablo barroco se encuentra un pequeño Cristo, con la corona labrada en el mismo bloque de madera y los pies cruzados en aspa. Su paño de pureza tiene un gran nudo en el frente. Se data de 1550.
- El convento de Santa Teresa de Valladolid guarda en su clausura un Cristo expirando y en perfecto estado. Presenta la cabeza mirando hacia arriba con ansiedad, la boca entreabierta y no tiene aún la herida de lanza en el costado. En este Cristo el paño de pureza tiene el nudo en un costado; solo el rostro presenta un gran dramatismo, por lo que se cree que debió de realizarse en la década última de la vida de Juni.
- Parroquia San Juan Bautista. San Muñoz (Salamanca).- Cristo de la Buena Muerte. Custodiado en la Iglesia, en su propia capilla. Es una talla de finales del siglo XVI. La talla es una de las más valiosas de la Diócesis de Ciudad Rodrigo. Ha sido expuesta en la Exposición Imágenes del Misterio, en el año 2000 y en las Edades del Hombre de 2006, en Ciudad Rodrigo (Salamanca). Se sabe con casi toda certeza que puede ser una talla de Juan de Juni o de su taller, por la zona estuvo trabajando su discípulo Lucas Mitata. Es una talla de bulto redondo, policromada y procesional, pertenece a la Cofradía de la Vera Cruz. Fue restaura a finales de los años noventa. Procesiona el Viernes Santo por la tarde-noche en la localidad de San Muñoz (Salamanca).-
- Un magnífico Crucifijo se encuentra en el convento de Santa Catalina de Valladolid. Fue González García-Valladolid el primero en atribuirlo a Juan de Juni. Más tarde también lo fue por Manuel Gómez-Moreno y Juan Agapito y Revilla. Se realizó para la sepultura de Cristóbal de Robles, caballero de la orden de Santiago y de su esposa, pero se sabe con certeza que fueron enterrados en el coro al pie de la reja. De ahí ha surgido la posibilidad de que esté enterrado bajo este Crucifijo el propio Juan de Juni. Se encuentra dentro de un arcosolio con dos pilastras sosteniendo el arco de medio punto, ornamentado en sus lados con serafines, conchas y cruces de Santiago y en el centro del arco un pelícano. El crucifijo representa a Cristo muerto con la cabeza sobre su hombro izquierdo, el vientre muy hundido por el dolor. El paño de pureza se encuentra dorado y con la forma del último período del escultor, por lo que se da como fecha de ejecución hacia 1572-73.

### Segovia

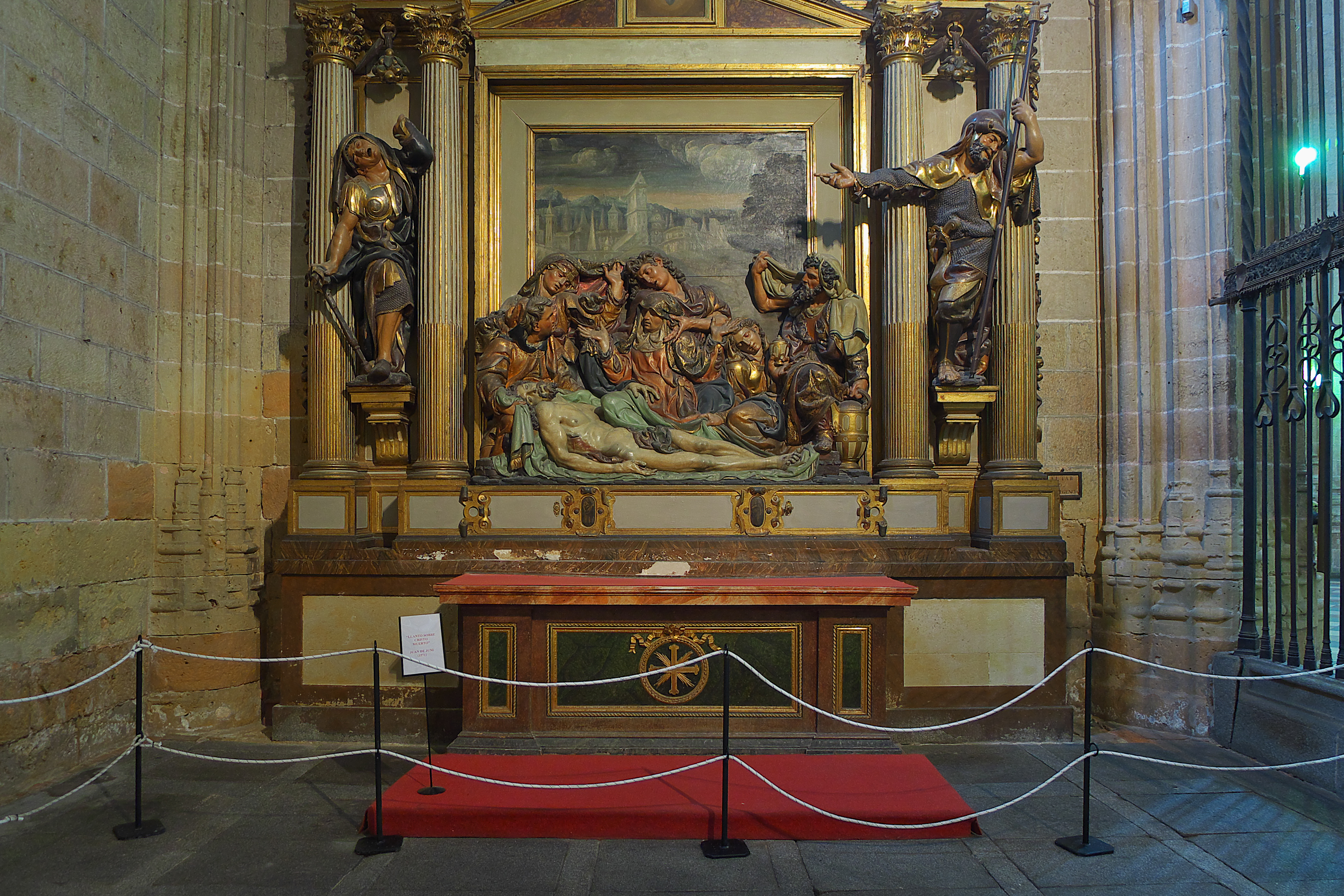
Capilla de la Piedad. Catedral de Santa María de Segovia

Para la capilla de la Piedad de la Catedral de Segovia, en los años 1570 realizó un retablo con el Entierro de Cristo. Demuestra un clasicismo en la traza y un concepto escultórico mucho más reposado, de un Juni ya en plena madurez. El retablo carece de banco y tabernáculo. El grupo del Entierro en un gran altorrelieve está colocado dentro de un cuadrado central, a cuyos lados se encuentran dos intercolumnios corintios donde se hallan dos personajes con vestimenta militar y esculpidos de pleno bulto. Sobre el frontón del Entierro hay una pareja de angelotes desnudos que recuerdan a otros de Miguel Ángel. En la parte central del ático, dentro de un marco redondo, se encuentra un relieve del Padre Eterno sobre el cual se lee la fecha de 1571. Palomino lo describe:

De Juan de Juni he visto una medalla de todo relieve en la catedral de Segovia, que es el Entierro de Cristo, de figuras del natural, que iguala a cuanto se ha visto del gran Miguel Ángel; y tiene a los lados dos soldados caprichosamente vestidos y con rostro tan afligido que mueven a ternura y llanto.

En el grupo del Entierro, la Virgen ocupa el espacio central y avanza hacia delante, descansando un brazo de Cristo sobre la rodilla; ambos brazos los tiene abiertos en señal de dolor. Cristo en primer término está colocado casi horizontalmente y se cubre con un pequeño paño, pudiéndose apreciar la magnífica anatomía de su cuerpo. Como en el Entierro de Cristo de Valladolid, se encuentran en total siete personajes, San Juan que se halla detrás de la Virgen con muestras de dolor en el rostro, María Magdalena, que aguanta en una mano el frasco de perfume y con la otra sostiene el sudario; a su lado José de Arimatea, sentado, con los símbolos de la pasión, espinas, clavos y tenazas, al otro lado María Salomé que con una mano levanta su toca. Este es un recurso muy empleado en el clasicismo, y junto a ella Nicodemo, que sostiene el cuerpo de Cristo por medio del sudario. A pesar de lo dramático del tema las líneas empleadas son curvas y dulces; toda la escena está colocada sobre el fondo pintado que representa la ciudad de Jerusalén.

## Obra

### Ávila
- Estatua funeraria de San Segundo. Alabastro, altura, 1,65 metros. Iglesia de San Segundo. (Ávila).

### Barcelona
- Piedad. Barro cocido policromado, altura, 0,28 metros, anchura, 0,58 metros.  Museo Marés. Barcelona.

### El Burgo de Osma (Soria)

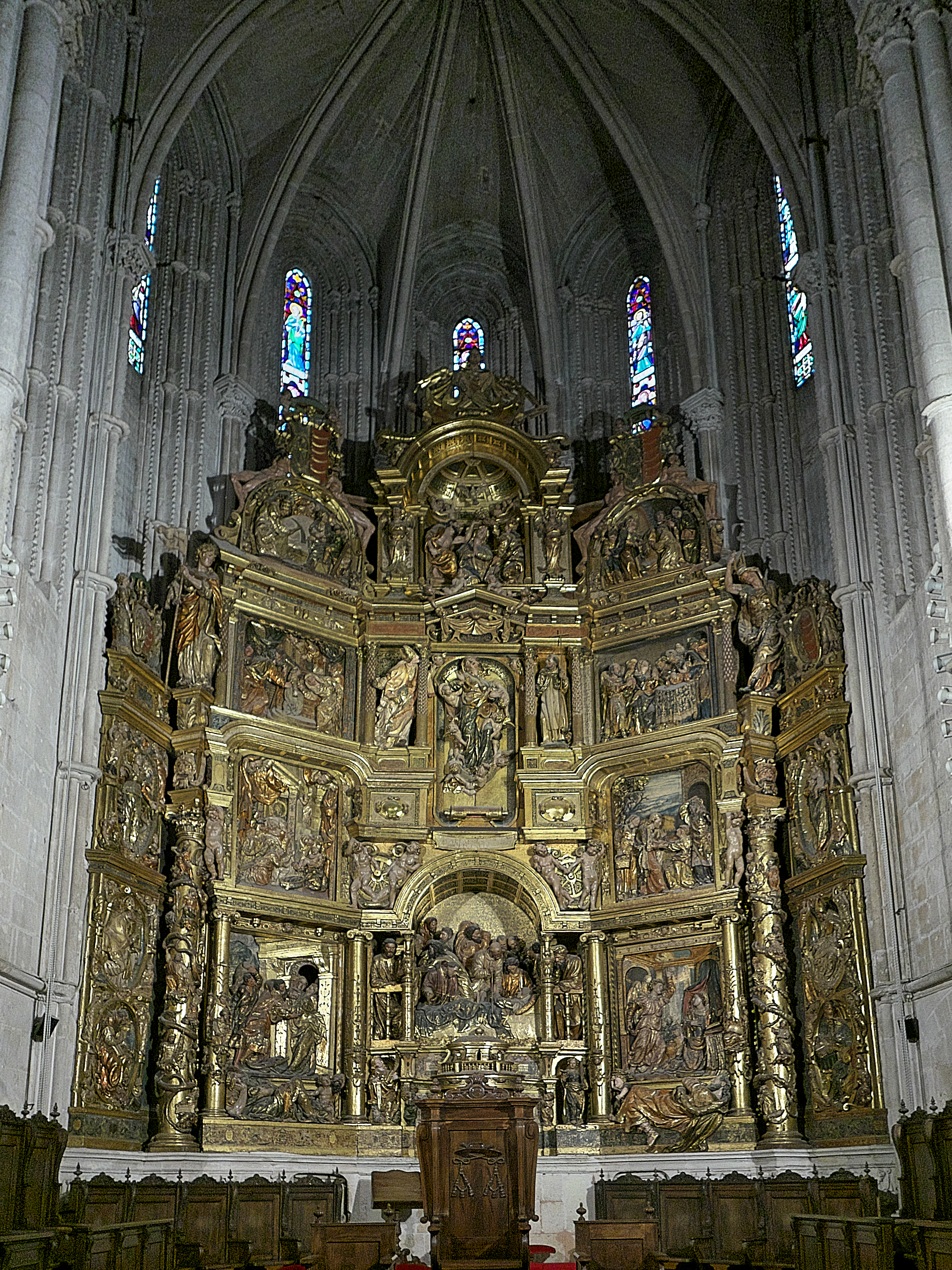
Retablo mayor de la catedral de El Burgo de Osma

- Retablo mayor de la Catedral de El Burgo de Osma. Madera policromada, anchura 10,14 metros. Catedral de El Burgo de Osma. (Soria).
- Cristo Resucitado. Madera policromada, altura, 2 metros. Catedral de El Burgo de Osma. (Soria).

### Ciudad Rodrigo
- Calvario del monumento funerario del obispo de Zamora Antonio del Águila. Encargado para la capilla familiar en el convento de San Francisco de Ciudad Rodrigo, durante la guerra de la Independencia fue trasladado al palacio de los Águila y nunca fue devuelto. Terminó siendo parte de la colección del Marqués de Espeja y en 1998 pasó a manos del Estado y en la actualidad se expone en el Museo Nacional de Escultura (Valladolid)

### León
- San Mateo. Barro rojo cocido, altura, 0,91 metros. Museo de León.
- Juicio contra un hereje. Relieve en madera de nogal sin policromar, dimensiones, 0,86 x 1,53 metros. Museo de León.
- Fachada, relieves y sillería en el Hostal San Marcos de León.
- Virgen de las Candelas. Madera policromada, altura, 1,20 metros. Iglesia de Santa Marina de León.

La Cofradía de Nuestra Señora de las Angustias y Soledad procesiona La Virgen de las Angustias y un yacente, popularmente llamada "La Urna" también de dicho autor.

### Orense

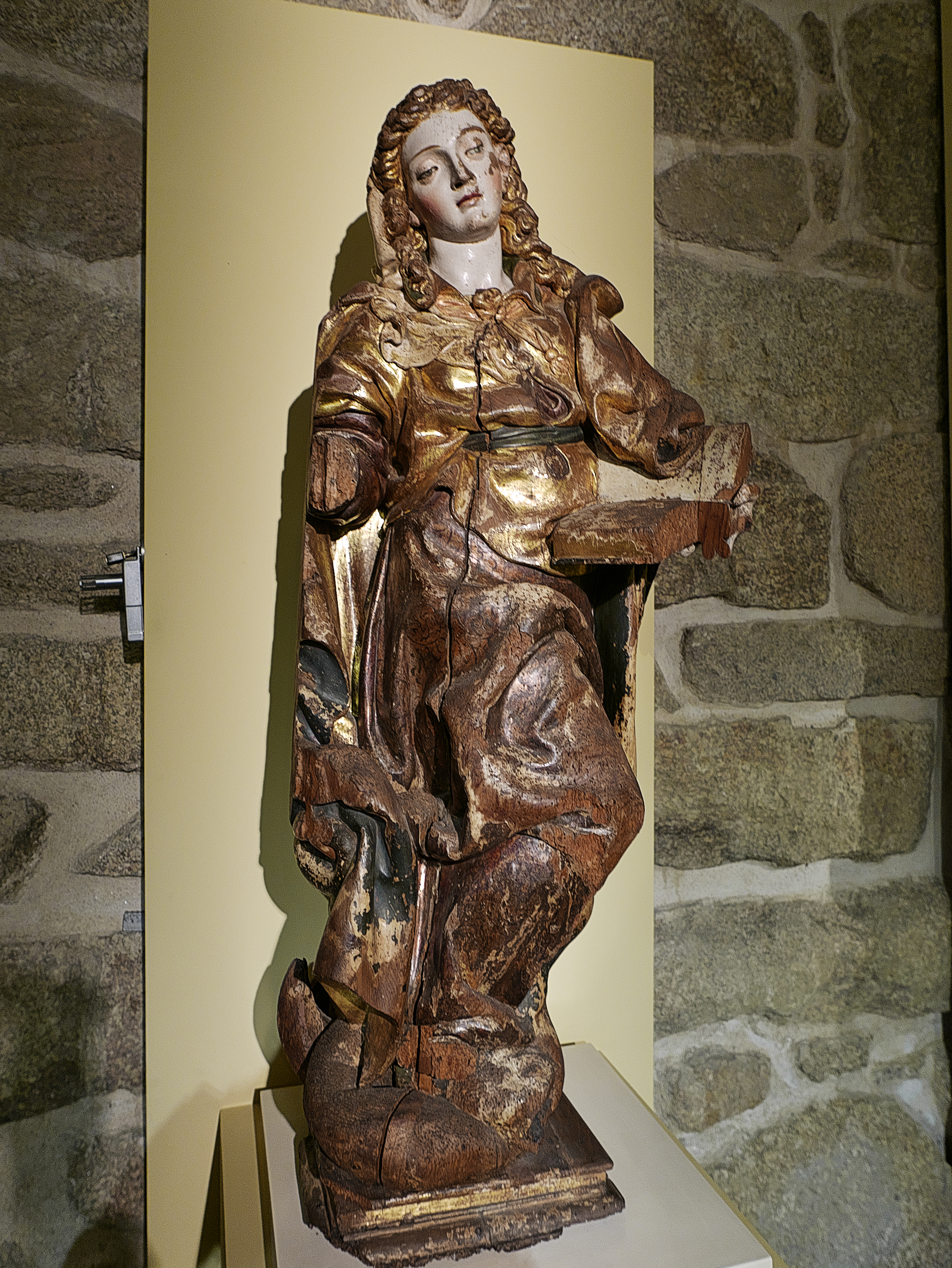
Inmaculada (Orense). Esta es la última obra creada por Juni

- Inmaculada. Madera policromada, altura, 1,27 metros. Museo Arqueológico Provincial de Orense.[20]
- Virgen de la Esperanza. Madera policromada, altura, 1,08 metros. Iglesia parroquial de Santiago. Allariz (Orense).

### Palencia
- Virgen con el Niño, alabastro. Iglesia parroquial de Capillas.
- Virgen con el Niño, madera policromada. Museo de Santa María, Becerril de Campos.

### Salamanca
- Santa Ana y San Juan Bautista. Piedra policromada, trascoro de la Catedral Nueva de Salamanca, procedentes del claustro de la Catedral Vieja de Salamanca. Altura Santa Ana, 1,10 metros. Altura San Juan, 1,18 metros.
- Sepulcro del arcediano Gutierre de Castro, relieve de la Piedad, en piedra policromada, anchura, 3,84 metros. Catedral Vieja de Salamanca.

### Segovia
- La Piedad o el Entierro de Cristo. Madera policromada, anchura del retablo, 5,20 metros del relieve del Entierro 2,68 metros. Catedral de Segovia.

### Valladolid

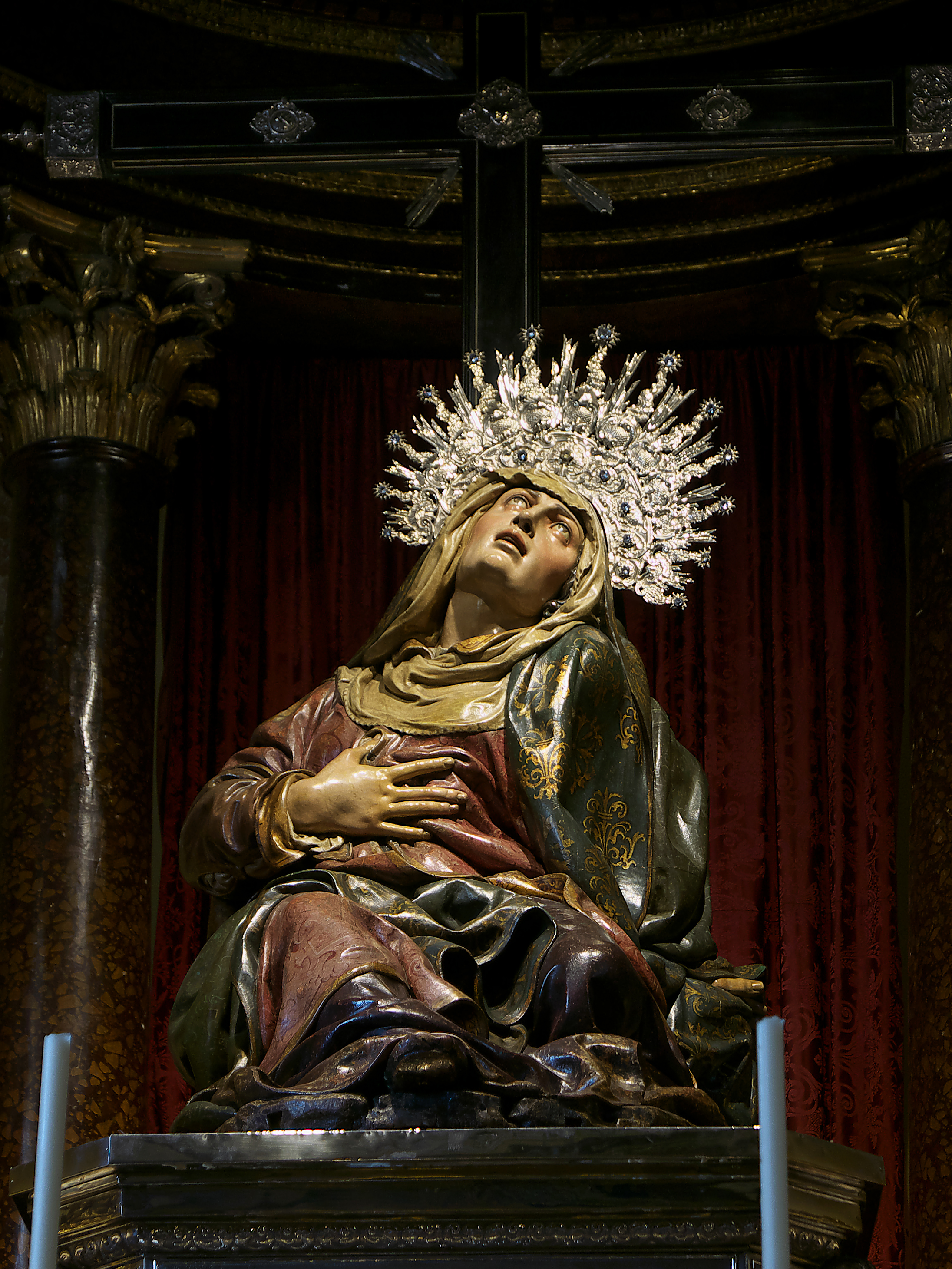
Nuestra Señora de las Angustias (Valladolid)

- Retablo de la Iglesia de Santa María de La Antigua. Madera policromada, anchura 11 metros. Catedral de Nuestra Señora de la Asunción de Valladolid.
- Busto de Ecce Homo. Museo Diocesano y Catedralicio de Valladolid.
- El entierro de Cristo. Madera policromada, el grupo tiene una anchura de 3,25 metros y el Cristo una longitud de 1,97 metros. Museo Nacional de Escultura de Valladolid.
- Crucifijo. Madera policromada, altura, 1,82 metros. Monasterio de las Huelgas Reales (Valladolid).
- Crucifijo. Madera policromada, tamaño mayor que el natural. Convento de Santa Catalina (Valladolid).
- San Juan Bautista. Madera policromada, altura, 1.07 metros. Museo Nacional de Escultura.
- Santa María Magdalena. Madera policromada, altura, 1,20 metros. Museo Nacional de Escultura.
- Busto de Santa Ana. Madera policromada, altura, 0,48 metros. Museo Nacional de Escultura.
- San Antonio de Padua. Madera policromada, altura, 1,94 metros. Museo Nacional de Escultura.
- San Francisco. Madera policromada, anchura del retablo, 2,20 metros, en la iglesia del convento de Santa Isabel. (Valladolid).
- Nuestra Señora de las Angustias. Madera policromada, altura, 1,21 metros. (Valladolid).
- Piedad de Medina del Campo. Madera policromada, altura, 0,96 metros; anchura, 1,28 metros. (Medina del Campo, Museo de las Ferias).
- Retablo de la Capilla de los Benavente Madera policromada, anchura, 2,30 metros. (Iglesia de Santa María. Medina de Rioseco).
- Relieves de San Pedro y San Pablo del Retablo Mayor, en madera policromada, de la Iglesia de Santa María de Medina de Rioseco.
- Grupo de Barro Cocido Policromado de San Sebastián y San Jerónimo. Altura de San Sebastián, 1,80 metros; altura de San Jerónimo, 1,40 metros. Iglesia de San Francisco Medina de Rioseco.
- Sepulcro del clérigo leonés don Diego González del Barco. (Iglesia de San Miguel. Villalón de Campos)
- Virgen con el Niño. Madera policromada, altura, 1,25 metros. (Iglesia de Nuestra Señora de la Asunción. Tudela de Duero).

### Madrid
Cristo flagelado de Juan de Juni en el Museo Lázaro Galdiano. Terracota policromada, 21,5 x 12 x 15 cm [inv. 2354]. Se considera uno de los modelos citados en el inventario redactado a la muerte del escultor: "112 piezas de barro todas modelos de su mano...". Bibliografía: Manuel Arias Martínez, "La literalidad de la copia. Sobre composiciones perdidas de Juan de Juni", Boletín Real Academia de Bellas Artes de la Purísima Concepción, 2009, pp. 27-29.